# Fausto Lena
Fausto Lena (Galliate, 11 dicembre 1933 – Novara, 25 febbraio 2013) è stato un calciatore italiano, di ruolo portiere.

## Carriera
Con l'eccezione del campionato di Serie B 1954-1955, disputato in prestito con la maglia dell'Alessandria, ha trascorso l'intera carriera nelle file del Novara, di cui è divenuto una bandiera, disputando coi piemontesi 16 campionati (2 di Serie A, 9 di Serie B e 5 di Serie C).
In carriera ha collezionato complessivamente 10 presenze in Serie A e 276 presenze in Serie B.

## Palmarès

### Club

#### Competizioni nazionali
- Serie C: 2

Novara: 1964-1965, 1969-1970